# Apostolos Terzīs
Apostolos Terzīs (in greco: Απόστολος Τερζής; Veria, 13 marzo 1971) è un allenatore di calcio ed ex calciatore greco, di ruolo difensore.